# Potentiel d'un champ vectoriel
Pour les articles homonymes, voir potentiel.
Concept fondamental en analyse vectorielle et pour ses implications en physique, le potentiel d'un champ vectoriel est une fonction scalaire ou vectorielle qui, sous certaines conditions relatives au domaine de définition et à la régularité, permet des représentations alternatives de champs aux propriétés particulières. Ainsi, pour tout champ vectoriel {\displaystyle {\vec {V}}} qui satisfait ces conditions, le théorème de Helmholtz-Hodge assure qu'il existe un potentiel vecteur {\displaystyle {\vec {A}}} (défini à un gradient près) et un potentiel scalaire {\displaystyle \phi } (défini à une constante près) tels que {\displaystyle {\vec {V}}} est égal à la différence entre le rotationnel de {\displaystyle {\vec {A}}} et le gradient de {\displaystyle \phi }. On écrit :
{\displaystyle {\vec {V}}={\vec {\rm {rot}}}\ {\vec {A}}-{\vec {\rm {grad}}}\ \phi ={\vec {\nabla }}\wedge {\vec {A}}-{\vec {\nabla }}\phi }
Notons que, sur tout ouvert étoilé (ouvert tel qu'il existe un point pour lequel tous les segments entre ce point et n'importe quel autre point de l'ouvert est dans l'ouvert),  par application du théorème de Poincaré :
- Un champ vectoriel irrotationnel (de rotationnel nul) peut être identifié au gradient d’un potentiel scalaire. La réciproque est toujours vraie, y compris en dehors du cas d'un ouvert étoilé.
- Un champ vectoriel solénoïdal (de divergence nulle) peut être identifié au rotationnel d’un potentiel vecteur. La réciproque est toujours vraie, y compris en dehors du cas d'un ouvert étoilé.

Dans les deux cas, le champ d’origine dérive d’un potentiel (allusion entre une fonction et sa primitive). Ces résultats s’inscrivent comme des cas particuliers du théorème fondamental du calcul vectoriel.
Remarque. En physique, les potentiels sont souvent définis sur des ouverts non étoilés et les propriétés précédentes ne fonctionnent plus (seule leur réciproque est toujours vraie) car, par exemple, pour annuler sa divergence, il faut et il suffit que le potentiel scalaire d'un champ satisfasse l'équation de Poisson {\displaystyle \Delta \phi =0}. Un exemple courant est le potentiel électrostatique {\displaystyle \phi (r)={\frac {1}{r}}} en coordonnées sphériques (ici, {\displaystyle \phi } est défini sur {\displaystyle \mathbb {R} ^{3}\backslash \{{\vec {0}}\}} qui est un ouvert non étoilé). 
Ces potentiels permettent non seulement d’appréhender certains champs vectoriels sous un angle complémentaire (pour un traitement parfois plus aisé), mais ils légitiment des abstractions essentielles comme, en physique, l’énergie potentielle associée à un champ de forces conservatives.

## Potentiel scalaire
Sur un domaine connexe par arcs et simplement connexe (sans « trous »), un champ {\displaystyle {\vec {f}}} continu et irrotationnel dérive d’un potentiel scalaire {\displaystyle U} (l’adjectif est souvent omis) conformément à la relation
{\displaystyle {\vec {f}}=-\,{\vec {\mathrm {grad} }}\ U}.
Le même résultat se vérifie dans l’espace entier à condition que, vers l’infini, le champ décroisse « assez » rapidement.
L'existence du potentiel est une conséquence du théorème de Green (ou d’une forme du théorème du rotationnel qui en découle) : il est possible de formuler une relation caractérisant explicitement {\displaystyle U} en fonction de {\displaystyle {\vec {f}}}.
Ce potentiel est défini à une constante additive près qui peut être choisie arbitrairement. Par ailleurs, selon le contexte, par convention ou commodité, le signe « - » de la relation est parfois omis.
En physique, les potentiels scalaires interviennent dans différents domaines :
- En mécanique, le champ gravitationnel dérive du potentiel gravitationnel.
- En électromagnétisme, le champ électrique dérive du potentiel électrique.
- En mécanique des fluides, le champ des vitesses d'un écoulement irrotationnel (sans tourbillon) dérive d'un potentiel : on parle d'écoulement à potentiel des vitesses.

Les deux premiers cas correspondent à la situation importante des forces conservatives. La constante arbitraire est souvent définie en fonction des conditions aux limites du problème, et le signe « - » est retenu de sorte qu'une position d'équilibre stable corresponde à un minimum de l'énergie potentielle associée.
Dans ce contexte, il y a parfois confusion entre potentiel et énergie potentielle, c’est-à-dire entre une cause et son effet. En prenant par exemple le cas du potentiel électrique, cette confusion vient du fait qu’une relation semblable relie le champ électrique {\displaystyle {\vec {E}}} et le potentiel électrique {\displaystyle V} d'une part, la force électrique {\displaystyle {\vec {F}}} et l'énergie potentielle {\displaystyle E_{p}} d'autre part :
{\displaystyle {\begin{matrix}{\vec {E}}=-\,{\vec {\mathrm {grad} }}\ V\\{\vec {F}}=-\,{\vec {\mathrm {grad} }}\ E_{p}\\\end{matrix}}}
Entre la seconde relation et la première, il existe un multiple correspondant à la charge électrique placée dans le champ, sans laquelle la seconde relation n’a pas de sens : {\displaystyle {\vec {F}}=q{\vec {E}}}.
La situation est analogue pour le potentiel gravitationnel.
On peut donc dire que la force dérive de l'énergie potentielle et que le champ dérive du potentiel.

## Potentiel vecteur
Sur un domaine ouvert et étoilé, un champ {\displaystyle {\vec {B}}} régulier et de divergence nulle dérive d’un potentiel vectoriel {\displaystyle {\vec {A}}} conformément à la relation
{\displaystyle {\vec {B}}={\vec {\mathrm {rot} }}\ {\vec {A}}}.
Le même résultat se vérifie dans l’espace entier à condition que, vers l’infini, le champ décroisse « assez » rapidement.
Après l’avoir formulée adéquatement en termes de formes différentielles, cette propriété est une application directe du lemme de Poincaré.
Comme le potentiel scalaire, le potentiel vecteur n'est pas unique : le rotationnel d'un gradient étant toujours nul, le potentiel vecteur est déterminé à un gradient près. En d'autres termes, deux potentiels vecteurs reliés par une relation du type
{\displaystyle {\vec {A}}'={\vec {A}}+{\vec {\mathrm {grad} }}\,f}
représentent le même champ vectoriel.
En physique, les potentiels vecteur interviennent dans différents domaines :
- En électrodynamique classique, l’invariance de jauge est fondée sur le potentiel scalaire du champ électrique et le potentiel vecteur de l’induction magnétique.
- En mécanique des fluides dans le cas des écoulements de fluides incompressibles dont la vitesse est à divergence nulle par conservation des masses.